# سورشا كوزاك
سورشا كوزاك (بالإنجليزية: Sorcha Cusack)‏ هي ممثلة أيرلندية، ولدت في 9 أبريل 1949 بدبلن في جمهورية أيرلندا.

## وصلات خارجية
- سورشا كوزاك على موقع IMDb (الإنجليزية)
- سورشا كوزاك على موقع ألو سيني (الفرنسية)
- سورشا كوزاك على موقع أول موفي (الإنجليزية)
- سورشا كوزاك على موقع قاعدة بيانات الأفلام السويدية (السويدية)
- سورشا كوزاك على موقع قاعدة بيانات الفيلم (الإنجليزية)
- سورشا كوزاك على موقع كينوبويسك (الروسية)